# Pete York
Pete York, właśc. Peter York (ur. 15 sierpnia 1942 w Redcar) – brytyjski perkusista obecny na scenie muzycznej od lat 60. XX wieku.

## Życiorys
W młodości uczęszczał do Nottingham High School, gdzie uczył się gry na trąbce i werblu podczas gry w uczelnianym zespole. Następnie studiował w Trent College. Po opuszczeniu uczelni zajmował się działalnością handlową.
W połowie lat 60. został członkiem bluesowego zespołu Spencer Davis Group, gdzie występował razem z takimi muzykami jak Spencer Davis oraz bracia Steve i Muff Winwood.
W 1969 York opuścił zespół, by utworzyć z Eddiem Hardinem duet Hardin and York.
W międzyczasie, w 1967 uczestniczył w krótkotrwałym przedsięwzięciu Eric Clapton's Powerhouse razem z Erikiem Claptonem (gitara), Paulem Jonesem (harmonijka ustna), Jackiem Bruce’em (gitara basowa), Steve’em Winwoodem (śpiew) i Benem Palmerem (fortepian).
W lutym 1987 Pete York wystartował z przedsięwzięciem „Superdrumming”, w którym grał w duetach ze znanymi perkusistami; w pierwszej odsłonie znaleźli się: Ian Paice, Louie Bellson, Cozy Powell, Gerry Brown oraz Simon Phillips.
W następnym roku, 1988, w drugiej serii „Superdrumming” wystąpili: Billy Cobham, Bill Bruford, Dave Mattacks, Zak Starkey, Nicko McBrain, Jon Lord i Eddie Hardin.
W trzeciej serii „Superdrumming” wzięli udział: Jon Hiseman, Steve Ferrone, Mark Brzezicki, Trilok Gurtu i ponownie Ian Paice. Zespół wspomagali ponadto: Miller Anderson, Colin Hodgkinson, Brian Auger, Jon Lord i Barbara Thompson.
W 1989 Brian Auger został kierownikiem muzycznym retrospektywnego serialu muzycznego Villa Fantastica, kręconego dla telewizji niemieckiej. Nagrania na żywo z 1990 zawierały koncerty zatytułowane Super Jam, a uczestniczyli w nich: Brian Auger na fortepianie, Pete York na perkusji, Dick Morrissey na saksofonie tenorowym, Roy Williams na puzonie, Harvey Weston na gitarze basowej i wokaliści Zoot Money i Maria Muldaur.
W 1990, w czwartej serii „Superdrumming”, która miała miejsce we Freiburgu, (Niemcy) wzięli udział Ian Paice, Jon Hiseman i Cozy Powell.
Od roku 2004 Pete York wziął udział w przedsięwzięciu niemieckiego muzyka, aktora i reżysera w jednej osobie Helge Schneidera, występując zarówno w nagraniach studyjnych jak i na koncertach. York wystąpił ponadto w filmie Schneidera Jazzclub a także w programie 'Drum Legends' Hermana Rarebella, który ukazał się następnie na CD i DVD.

## Dyskografia
- 1994: Superblues
- 1994: Swinging Hollywood